# 이대로, 죽을 순 없다
"이대로, 죽을 순 없다"는 매쉬필름에서 제작된, 대한민국의 코미디 영화로 2005년 8월 18일 개봉되었다. 불량 형사 코미디의 영화로 강력2반 형사의 활약을 기대하고 있다.

## 등장 인물

### 중심 인물
- 이대로 : 이범수
- 차진철 : 최성국
- 강종태 : 손현주
- 이현지 : 변주연
- 김영숙 : 강성연

### 조연 인물
- 육 반장 : 류용진
- 박 형사 : 박충선
- 김 형사 : 김대형
- 제이슨 박 : 류태호
- 양정애 : 추자현
- 애기 : 박근수

### 단역 인물
- 관수 : 유재현
- 오 실장 : 오정세
- 경찰서 브리핑 간부 : 황조윤
- 중년 남 : 정원경
- 악당 보스 : 김부현
- 이대로 웨이터 : 박철우
- 뉴스 앵커 : 강수진
- 패스트푸드 점원 : 이진영
- 보험 설계사 : 조련, 강영미
- 강력2반 형사 : 김태희, 이응찬, 최영찬, 박정배
- 몽타쥬 범인 : 우돈기
- 지영준 : 김의재
- 지영준 일당 1 : 김양성
- 지영준 일당 2 : 민우기
- 동민 : 홍인목
- 제이슨 박 부하 : 정창안
- 뉴스 기자 / 보험 설계사 : 조성희
- 보험 설계사 : 조명연

### 우정출연
- 조 과장 : 조민기
- 한칼 : 유해진
- 현지 담임 : 오지혜
- 지 회장 : 오현경
- 진료실 의사 : 윤소정

## 스태프
- 감독 : 이영은
- 각본 : 황조윤
- 제작 : 김영운
- 프로듀서 : 박문희
- 조감독 : 반상훈
- 연출부 : 박철우, 김진호, 임성철, 유한승
- 스크립터 : 임미숙
- 조명감독 : 김순화
- 조명부 : 박영봉, 최용준, 강민수, 나현미, 강정래
- 조명B팀 : 김태호, 이준식, 이대연, 이범준, 윤영수, 조원준, 박재홍, 한태용, 송혜경, 양균상, 정기원, 최병용, 오종현, 권영준
- 촬영감독 : 홍종경
- 촬영부 : 노학수, 지천고, 김지훈, 김승섭, 문종석, 이명준
- 촬영B팀 : 이형덕, 윤종호
- 소품 : 김현주
- 세트 : 윤기찬
- 현장편집 : 강경훈
- 스토리보드 : 배주호
- 공동투자 : 김동주, 김성수, 김정호, 이진상, 김영, 이태용, 한길동
- 음향 : 이승철
- 음악 : 한재권
- 편집 : 김선민
- 특수효과 : 김병기 (퓨처 버전)
- 무술감독 : 전문식